# (23409) Державин
(23409) Державин (лат. Derzhavin) — типичный астероид главного пояса, открыт 31 августа 1978 года советским астрономом Николаем Черных в Крымской астрофизической обсерватории и 22 января 2008 года назван в честь русского поэта Гавриила Державина.

## Обнаружение и именование
(23409) Державин
Открыт 31 августа 1978 года в Крымской астрофизической обсерватории Н. С. Черных.
Гаврила Романович Державин (1743—1816) — великий русский поэт, непосредственный предшественник Пушкина. В своих стихах он прославлял военные победы России XVIII века, а также был автором ярких сатирических стихов и текстов о любви и пейзажах.
Оригинальный текст (англ.)23409 Derzhavin
Discovered 1978 Aug. 31 by N. S. Chernykh at the Crimean Astrophysical Observatory.
Gavrila Romanovich Derzhavin (1743—1816) was a great Russian poet, the immediate predecessor of Pushkin. In his verses he glorified the Russian war victories of the eighteenth century. He was also the author of striking satirical verses, as well as lyrics about love and landscapes.
Источники: 20080122/MPCPages.arc; M.P.C. 61765.

## Орбита

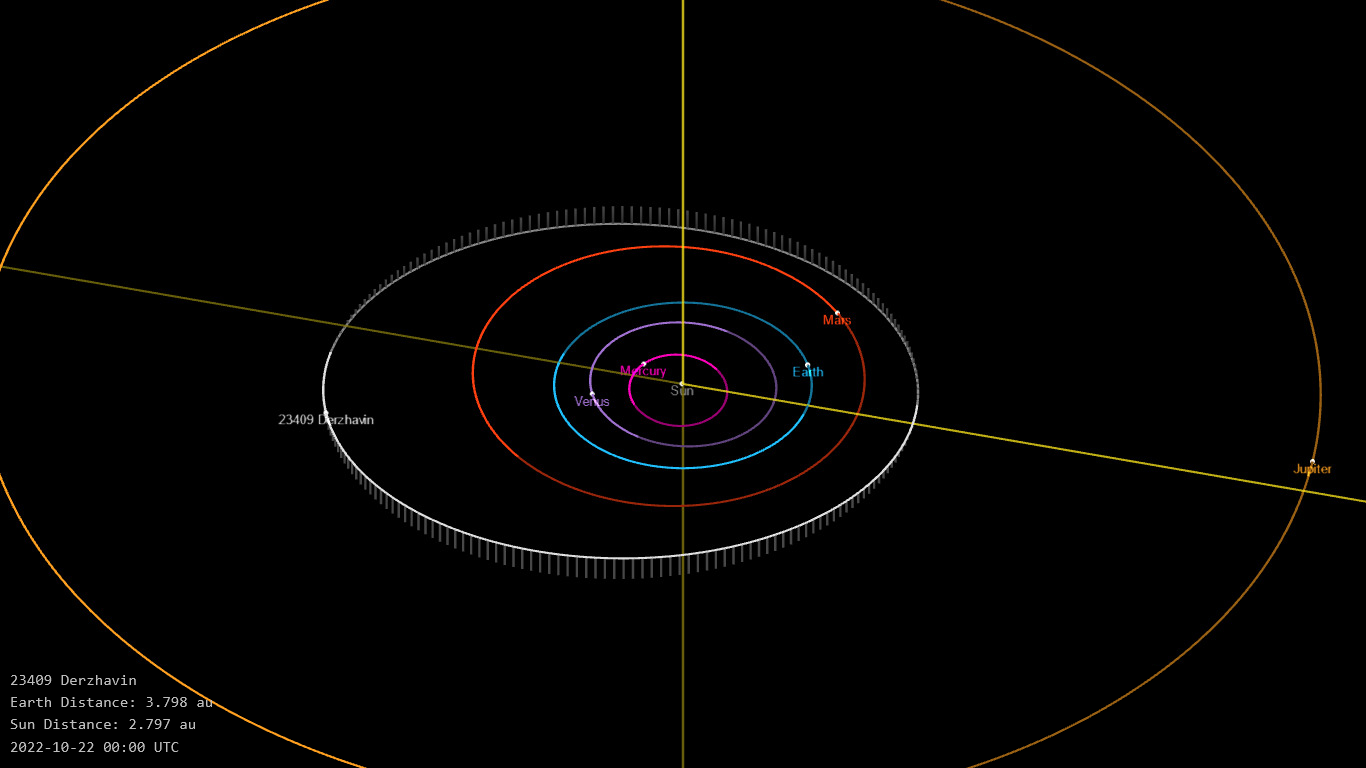
Орбита астероида Державин и его положение в Солнечной системе

## Физические характеристики
Астероид относится к таксономическому классу S.
По результатам наблюдений системы телескопов панорамного обзора и быстрого реагирования Pan-STARRS и наблюдений системы последнего оповещения о столкновении астероида с Землей Asteroid Terrestrial-impact Last Alert System абсолютная звёздная величина астероида сначала оценивалась равной 15,03±0,26m, позже — 14,64±0,196m и 14,84±0,201m.